# Industrializarea Laptelui Harghita
Industrializarea Laptelui Harghita este o companie care produce lapte praf, din România.
În anul 2006, compania a colectat o cantitate de 11,4 milioane litri de lapte și a avut venituri totale de 7,4 milioane euro (23,4 milioane lei).
Compania produce lapte praf pentru bebeluși Lactovit și are ca principali competitori companiile Nestlé, Milupa, Humana, Hipp și Abbot.
Este controlat de Asociația Salariaților (40,3%), AVAS (13,2%) și alți acționari.
Număr de angajați în 2008: 200
Cifra de afaceri în 2008: 21,1 milioane lei (5,7 milioane euro)